# Колесникова (Желєзногорський район)
Колесникова (рос. Колесникова) — присілок в Желєзногорському районі Курської області Російської Федерації.
Населення становить 22 особи. Входить до складу муніципального утворення Басівська сільрада.

## Історія
Населений пункт розташований на території українського етнічного та культурного краю Східна Слобожанщина.
Від 2004 року входить до складу муніципального утворення Басівська сільрада.

## Населення
| 1862 | 1883 | 1905 | 1979 | 2002 | 2010 |
| ---- | ---- | ---- | ---- | ---- | ---- |
| 262  | ↗393 | ↗485 | ↘75  | ↘31  | ↘22  |